# Moldava nad Bodvou
Moldava nad Bodvou (Hongaars:Szepsi) is een Slowaakse gemeente in de regio Košice, en maakt deel uit van het district Košice-okolie.
Moldava nad Bodvou ligt aan de Bodva en telt 11.068 inwoners (2011). 
In 2011 was van de 11068 inwoners 4683 Slowaak, 3279 Hongaar, 1942 onbekend, 1085 Roma en 30 Tsjech. Tijdens de volkstelling van 2011 gaven 4.314 inwoners (circa 40%) aan het Hongaars als moedertaal te hebben. Bij de volkstelling van 1991 waren de Hongaren nog in de meerderheid.

## Partnersteden
Moldava nad Bodvou heeft stedenbanden met Tišnov (Tsjechië), Brzozów (Polen), Cristuru Secuiesc (Roemenië), Karcag, Edelény, Siklós, Tarcal, Encs en het 18de district van Boedapest (alle Hongarije).

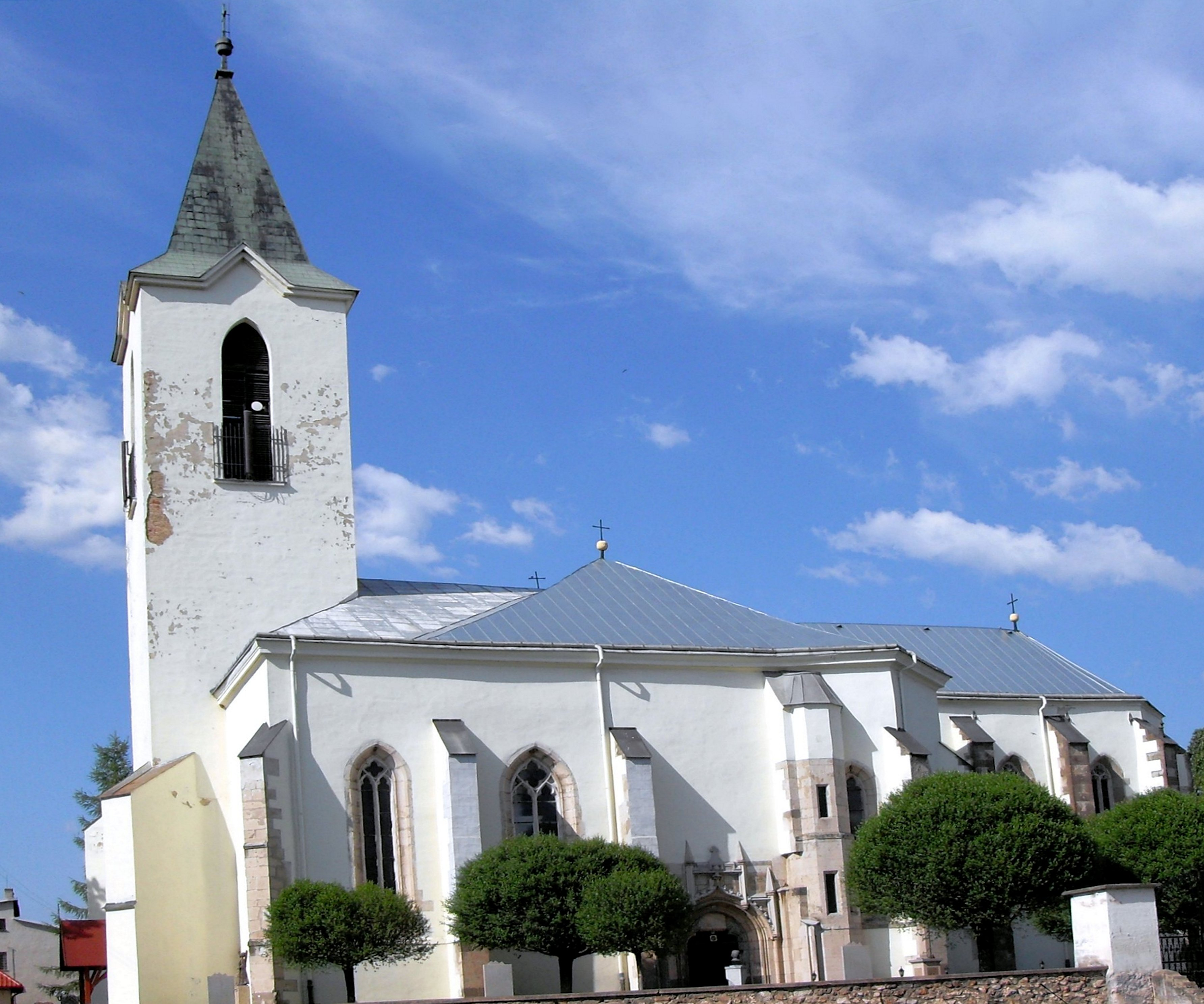
Katholieke Kerk van de H. Geest
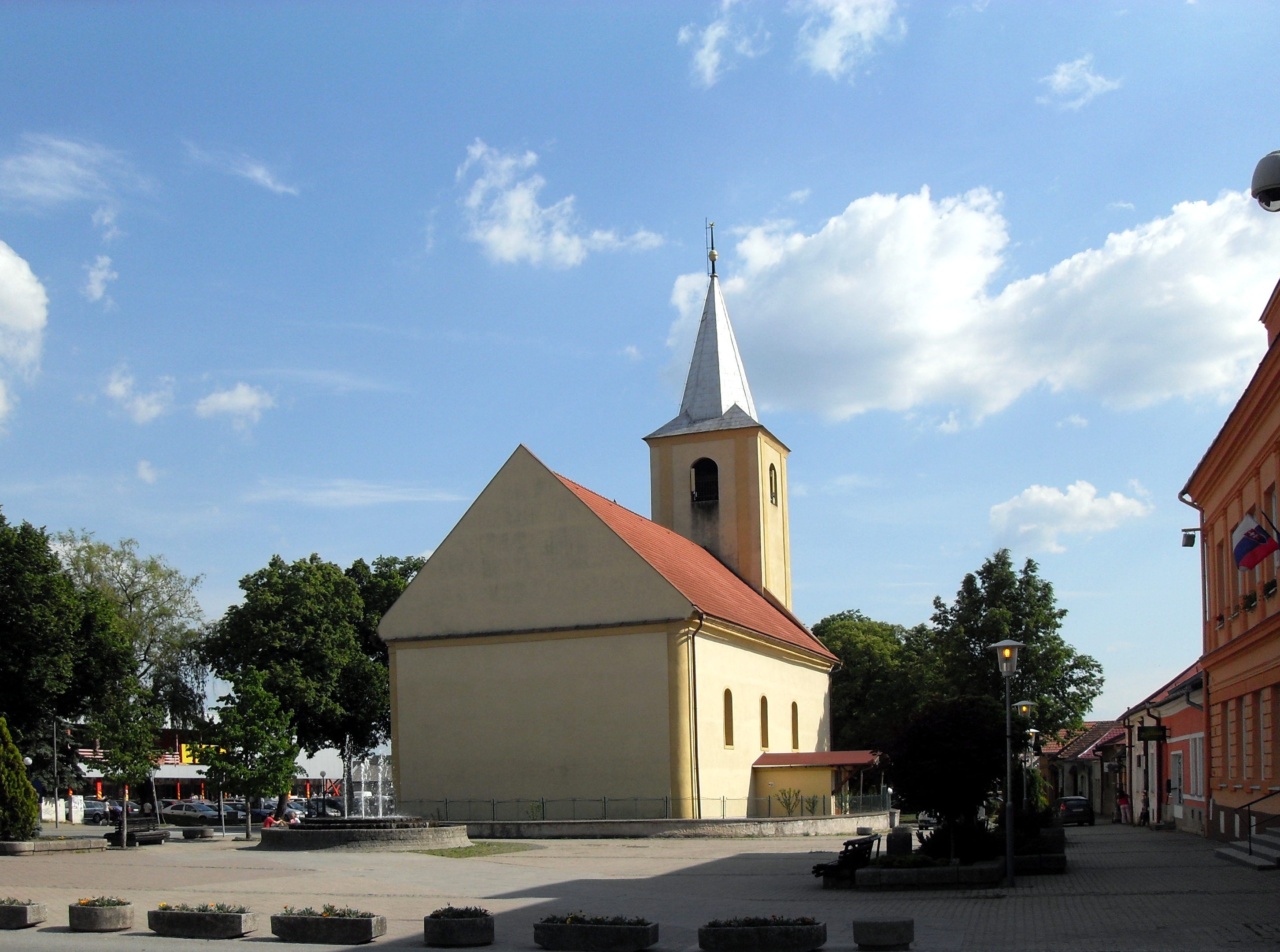
Protestantse kerk